# 대한민국 민법 제34조
대한민국 민법 제34조는 법인의 권리능력에 대한 민법총칙 조문이다.

## 조문
제34조 (법인의 권리능력) 법인은 법률의 규정에 좇아 정관으로 정한 목적의 범위내에서 권리와 의무의 주체가 된다.

第34條(法人의 權利能力) 法人은 法律의 規定에 좇아 定款으로 定한 目的의 範圍內에서 權利와 義務의 主體가 된다.

Article 34 (Powers of Legal Corporation)  Legal corporation has the capacity for rights and duties within the scope of the purposes set in the articles of incorporations following the relevant statutes.

## 비교조문
일본민법 제34조 (법인의 능력) 법인은 법령의 규정에 좇아, 정관 그 밖의 기본약관에 정한 목적의 범위 내에 있어서 권리를 가지고 의무를 진다.

## 해설
영미법 상의 Ultra Vires 이론에 기초한 조문으로 독일민법이나 스위스민법은 법인의 능력에 대하여 목적에 의한 제한을 인정하지 않는다.

### 목적범위 내의 의미
법인의 권리능력은 법인의 설립근거가 된 법률과 정관상의 목적에 의하여 제한되나 그 목적 범위 내의 행위라 함은 법률이나 정관에 명시된 목적 자체에 국한되는 것이 아니라 그 목적을 수행하는 데 있어 직접, 간접으로 필요한 행위는 모두 포함되는 것이다.

## 참고 문헌
- 오현수, 일본민법, 진원사, 2014. ISBN 9788963463452
- 오세경, 대법전, 법전출판사, 2014 ISBN 9788926210277
- 이준현, LOGOS 민법 조문판례집, 미래가치, 2015. ISBN 9791155020869

## 같이 보기
- 대한민국 민법 제35조
- 대표권 제한 (Ultra vires)